# Kis Vuk
A Kis Vuk 2008-ban bemutatott brit–magyar 3D-s számítógépes animációs film, amely az 1981-ben bemutatott Vuk című rajzfilm nem hivatalos folytatása. Az animációs játékfilm rendezője, társírója és producere Gát György. A forgatókönyvet Dóka Péter írta Fekete István: Vuk és ifj. Fekete István: Vuk és a Simabőrűek című regénye alapján. a zenéjét Som Krisztián szerezte. A mozifilm a DYN Entertainment gyártásában készült, a Budapest Film forgalmazásában jelent meg. Műfaja zenés kalandos filmvígjáték. 
Magyarországon 2008. április 17-én mutatták be a mozikban.
Költségvetése 1,4 milliárd forint volt, melynek 20%-át a magyar állam finanszírozta.

## Történet
A film Vuk fiáról szól, aki egy cirkuszi rókalányba szeret bele. Kis Vuk megpróbálja kiszabadítani szerelmét és ketrecbe zárt társait. Küldetésében egy kerekesszékes kisfiú és egy nagyothalló kutya is segítségére siet.

## Összevetés a Dargay-rajzfilmmel
Gát György, a Kis Vuk rendezője Fekete István fia, ifjabb Fekete István Vuk és a Simabőrűek című kisregényének jogait szerezte meg, amelyben alapvetően más az emberek viselkedése, illetve az emberek és állatok kapcsolata, mint a híressé vált regényben és az ebből készült Dargay-rajzfilmben. Dargay Attila saját karaktereinek felhasználásához az új film szellemiségével kapcsolatos nézeteltérések miatt nem járult hozzá, az általa javasolt Kis csavargó című filmterv, amelynek egy fehér kis róka a főszereplője, viszont Gátnak nem felelt meg.
Gát úgy véli, megőrizték Fekete István és a belőle készült Dargay-rajzfilm szellemiségét. Animációs rendezője, Uzsák János szerint ugyanakkor „ez a film az eredetihez annyiban hasonlít csak, hogy erdei állatok életét próbáljuk bemutatni”.

## Szereplők
| Szereplő             | Hang                                           |
| -------------------- | ---------------------------------------------- |
| Vuk (róka)           | Gálvölgyi János                                |
| Kis Vuk (róka)       | Csőre Gábor                                    |
| Alex                 | Simonyi Balázs                                 |
| Carmella             | Gubás Gabi                                     |
| Arcadona             | Borbás Gabi                                    |
| Arthur (igazgató)    | Reviczky Gábor                                 |
| Doki                 | Kulka János                                    |
| Erdőmester           | Bodrogi Gyula                                  |
| Balfék               | Besenczi Árpád                                 |
| Jobbfék              | Forgács Gábor                                  |
| Íbisz (róka)         | Román Judit                                    |
| Csimpi (majom)       | Dörner György                                  |
| Tóbi (oroszlán)      | Papp János                                     |
| Igor (medve)         | Szabó Győző                                    |
| Fuxné (ezüstróka)    | Sáfár Anikó                                    |
| Tib (ezüstróka)      | Kerekes József                                 |
| Kár-Kár (holló)      | Ganxsta Zolee                                  |
| Csitt (bulldog)      | Pálfai Péter                                   |
| Csatt (basset hound) | Bácskai János                                  |
| Sut (farkatlan róka) | Versényi László                                |
| Csele (róka)         | Kocsis Judit                                   |
| Nyúlpapa             | Mikó István                                    |
| Folti                | Molnár Levente (1. hang) Bolba Tamás (2. hang) |
| Kövér nyuszi         | Bodrogi Attila                                 |
| Kello (nyúl)         | Pápai Erika                                    |
| Doris (kígyó)        | Molnár Piroska                                 |
| Kis ezüstróka        | Bálint Sugárka                                 |
| Rókakölyök           | Vadász Bea                                     |
| Zizi (ló)            | Halász Aranka                                  |
| Tupi (róka)          | Fekete Zoltán                                  |
| Vadkan               | Albert Péter                                   |
| Szarvas              | Bolla Róbert                                   |
| Pocok                | Józsa Imre                                     |
| Kövér vadász         | Ujlaki Dénes                                   |
| Kövér anyuka         | Simon Eszter                                   |
| Kopasz apuka         | Németh Gábor                                   |

További magyar hangok: Borbíró András, Jelinek Márk, Rátonyi Hajni

## Elhúzódó bemutató
A bemutatóra több dátum is felmerült, ám sem az előzetesen kijelölt 2007 húsvétján, sem ugyanezen év szeptember 20-án nem került mozikba a film. Ezt követően a november 15. és 22. is felbukkant egyes oldalakon, noha a forgalmazó Budapest Film oldalán ezzel egy időben nem szerepelt a produkció a debütáló filmek között. A forgalmazó képviselője november elején úgy nyilatkozott: „Bizonytalan időpontra halasztottuk a Kis Vuk premierjét. Minden egyéb információval a filmet kell keresni.” Az Index.hu akkortájt arról adott értesítést, hogy a vágást is csak decemberben fejezik be. 2008 februárjában az is felmerült, hogy a filmet az InterCom fogja bemutatni, azonban a Budapest Filmmel való megállapodást nem bontották fel, így maradt az eredeti forgalmazónál a terjesztés joga. Végül 2008. április 12-én, az eredeti terveknél egy évvel később került sor a film díszbemutatójára, míg a mozik április 17-étől kezdték vetíteni. A sajtóvetítést is ugyanezen napra biztosították.

## Bemutató és reakció
Az elkészült film 2008 februárjában került a magyar mozikba, általános nemtetszést és megdöbbenést keltve. Mind az igen kezdetleges számítógépes animációt, mind a logikailag problémás történetvezetést is sokan leszólták, a Kis Vuk mind szakmailag, mind a kritikusok és a közönség körében megbukott. A mozikban szinte üres termek előtt játszották, míg Gát György korábban minimum kétszázezres nézőszámot várt. A kritikusok egyöntetűen támadták a produkciót, bár elismerték, hogy a gyerekek nem feltétlenül voltak elutasítók a filmmel szemben. Kifogással éltek többek között a zavaros történet, az évtizedek óta elavult grafikai megoldások, az élettelen és „műanyag” arckifejezések, a túlzottan sablonos figurák, az átgondolatlan „kameramozgások”, a brutálisan bemutatott állatgyilkosságok és az „idegesítő” szinkronhangok ellen. A rajongók és a szakemberek az interneten petíciót indítottak az eredeti Vuk támogatására az új változattal szemben.
Az IMDb „Legrosszabb 100 film” listáján a Kis Vuk az élmezőnyben helyezkedik el, sőt sokáig vezetett is, míg a „Legrosszabb animációs filmek” listán a 4. helyen áll.
Gát György elmondása szerint Dargay Attila felesége, aki filmjeinek operatőre is volt, azzal méltatta a filmet a rendezőnek, az „egy egyenrangú alkotás Dargay Attila művével”. Henrik Irén ezzel szemben tagadta, hogy ezt mondta volna, őszerinte „Voltak a filmben jó részek, de a mozgás olyan darabos volt, amit semmilyen korban nem várnánk egy rajzfilmtől. A szereplők sem voltak szimpatikusak. Az állatok olyan kis plüssfigurák lettek, a kisfiú papája meg úgy néz ki, mint egy kis csövekből összetákolt valami. Aztán hogy miért is lett ennek a címe A kis Vuk? Ennek gondolom nagyobb reklámja van.”

## Az angol nyelvű változat
Gát György előzetesen elmondta, a film angol nyelvű változatában Vuk hangja Freddie Highmore lesz, s mellette Judi Dench és Sienna Miller közreműködése is „száz százalék”. Dench végül mégsem működött közre, viszont Miranda Richardson és Bill Nighy igen.

## Televíziós megjelenések
- RTL Klub (korábban), RTL II, Duna TV, Duna II Autonómia, Film+ 2, Film+ (korábban), M2
- RTL Klub (később)
- Film+, RTL+ (később)

## Nézettség
A nézettségi adatok szerint 62 487 jegyet adtak el rá.